# Ramón Lage
Ramón Lage (Oviedo, Asturias, España; 9 de junio de 1973) es un músico español, conocido principalmente por su trabajo en el grupo de metal Avalanch y posteriormente DELALMA. Actualmente es vocalista del grupo Adventus.

## Trayectoria musical
Habiendo mostrado interés por el canto desde pequeño, comenzó su trayectoria musical en los años 90 con la banda de thrash metal Arkaes como cantante y guitarrista.
Más tarde pasó a formar parte de la banda Paco Jones con los que grabó el disco Invisible en el año 1999 como voz líder, hasta que en 2002 su entrada en Avalanch marcase el comienzo definitivo de su carrera profesional.
En 2006, fue el primer vocalista en recibir uno de los premios oficiales de la música asturiana, al serle otorgado el premio al mejor vocalista asturiano en la primera edición de los Premios AMAS.
A partir de 2011 comenzó a impartir clases de canto, ejerciendo primero en la escuela de música Derrame Rock School de Oviedo y posteriormente en el M Feeling Center de La Felguera.

### Avalanch
A principios del 2002 pasó a ser el vocalista de Avalanch, para los que ya había trabajado realizando coros y como roadie.
Es el vocalista que más álbumes ha grabado con el grupo, con el que ha realizado diversas giras nacionales e internacionales.
Paralelamente, durante esta etapa Ramón prestó su voz a las bandas Stunned Parrots y Geysser, ambos proyectos en los que se involucró junto a Alberto Rionda de Avalanch.
La actividad de Avalanch cesa indefinidamente en 2012, realizando dos conciertos de despedida en México junto a la banda alemana Scorpions.

### Human
En febrero de 2013, se anunció su incorporación como vocalista y guitarrista a Human, banda asturiana de thrash metal con la que previamente había colaborado. Tras reacomodar la formación, la banda se centró en la composición de nuevos temas cara a su tercer trabajo de estudio; primero con Ramón Lage al frente.
Después de un periodo de silencio, en 2016 se anuncia la vuelta de la formación original de Human, para ofrecer una serie de conciertos de despedida en Asturias y posteriormente desaparecer como banda. 

### Retirada de los escenarios (2016-2022)
En diciembre de 2016, la vuelta de Avalanch con una nueva formación es anunciada de forma unilateral por Rionda. Poco después, en febrero de 2017, todos los músicos restantes de la formación previa, incluido Lage, firman un comunicado oficial confirmando no haber tenido participación en la decisión.
Aclamado por la amplia versatilidad de su voz, Lage continúa realizando colaboraciones como vocalista, corista o productor vocal con diversas bandas y proyectos. Durante este tiempo, también comienza a adentrarse en el mundo del doblaje y la narración de audiolibros.

### DELALMA
En septiembre de 2022 causa gran expectación al reaparecer públicamente como vocalista de DELALMA, una agrupación liderada por el conocido guitarrista Manuel Seoane, donde coincide con otros músicos de renombre como Manuel Ramil.
El álbum debut homónimo de la banda obtuvo una acogida muy positiva, al igual que los conciertos en directo celebrados entre 2023 y 2024. No obstante, durante la elaboración de su segundo álbum, surgieron discrepancias internas que llevaron a DELALMA a anunciar la suspensión indefinida de sus actividades a finales de 2024. En una entrevista a Manuel Seoane, el 1 de abril de 2025, el guitarrista confirma la disolución definitiva de la agrupación.

### Reencuentro con Avalanch (2024-2025)
En 2024, Avalanch graba «30 Aniversario», un disco recopilatorio en el trigésimo aniversario de su formación. Manuel Ramil, teclista de la banda y amigo tanto de Rionda como de Lage, favorece un reencuentro entre ambos, que sellan sus diferencias. Fruto de este reencuentro, Ramón participa en la canción «Otra vida», en la que canta junto a José Pardial, y gira con el grupo en el tour del mismo nombre, compartiendo escenario con el resto de la formación, complementando la voz de José en varias canciones e incluso cantando en solitario en otras.

### Adventus
El 30 de abril la agrupación Adventus, liderada por Manuel Ramil, anuncia la incorporación de Ramón Lage a las voces en reemplazo de Diego Valdéz.

### Doblaje
Aparte de su labor musical, en los últimos años ha participado frecuentemente en diversas locuciones, una faceta que ya venía mostrando desde el teaser promocional de Malefic Time: Apocalypse de Avalanch en 2011. Desde 2021 cuenta con su propio podcast El Otro Lado, enfocado a la divulgación, narración y homenaje a obras vitales de la literatura y la ciencia.
En septiembre de 2024 debuta como cantante de doblaje para la introducción de la serie Agatha, ¿quién si no?, en la versión castellana de la serie de Marvel Studios.

## Discografía

### Con Paco Jones

#### Álbumes de estudio
- Invisible (2000)

### Con Avalanch

#### Álbumes de estudio
- Los poetas han muerto (2003)
- Las ruinas del Edén (2004)
- El hijo pródigo (2005)
- Muerte y vida (2007)
- Caminar sobre el agua (2008)
- El ladrón de sueños (2010)
- Malefic Time: Apocalypse (2011)

#### Versiones inglesas/Regrabaciones/Recopilaciones
- Las ruinas del Edén (2004) - Regrabaciones de canciones antiguas con Ramón Lage a las voces.
- Mother Earth (2005) - Versión en inglés del álbum Los poetas han muerto
- Un paso más - Grandes éxitos (2005)

#### Videos/DVD/Discos en directo
- Cien Veces (2005)
- Lágrimas Negras (2006)
- Caminar sobre el agua (2008)

#### Singles
- Lucero (2003)
- Las ruinas del Edén (2004)
- Where The Streets Have No Name (2004)
- Alas de cristal (2005)
- Mil motivos (2010)
- Malefic Time: Apocalypse (2012)

### Con Stunned Parrots

#### Álbumes de estudio
- Vol. 1 - Pining for the Fjords (2006)

### Con Geysser

#### Álbumes de estudio
- El hombre sin talento (2010)

### Con Human

#### Demos
- All Together (2013)
- No More (2014)
- We Are One (2014)

### Con DELALMA

#### Álbumes de estudio
- DELALMA (2023)

## Colaboraciones
| Año  | Aparición                                   | Artista principal | Álbum                               |
| ---- | ------------------------------------------- | ----------------- | ----------------------------------- |
| 2000 | "Hell Patrol" (coros)                       | Avalanch          | Metal Gods - Tributo a Judas Priest |
| 2001 | coros                                       | Avalanch          | El ángel caído                      |
| 2003 | "Venganza"                                  | Human             | Indecission                         |
| 2003 | "Prepotenzia"                               | Human             | Indecission                         |
| 2003 | "Paraíso Perdido I: Éxodo"                  | Furia Animal      | Sentencia Divina                    |
| 2004 | "La Nave Blanca"                            | Vendaval          | Mi Otra Mitad                       |
| 2008 | "Himno del Sporting: Versión rock"          | Bras Rodrigo      | Sporting: Nunca Irás Solo           |
| 2009 | "La Cruzada del Miserable"                  | Amadeüs           | Caminos del alma                    |
| 2009 | "Llanto del desierto"                       | Tendencia         | Confidencial                        |
| 2010 | "Ya Te Dije"                                | Jivaro            | Finos Licores                       |
| 2011 | La Mirada Rendida                           | Heraldicca        | Robando el Aire                     |
| 2012 | "Requiem"                                   | Taranus           | Taranus                             |
| 2012 | coros                                       | Jbara             | Jadba                               |
| 2012 | "23:59 Pedirle al Sol"                      | Mysterika         | Pedirle al Sol (single)             |
| 2012 | "Un Solo Corazón"                           | Ariday            | ¿Qué Nos Queda?                     |
| 2014 | "Sunset Superman" (Tribute to DIO)          | Adgar             | Fuente de la Vida Eterna            |
| 2014 | "Heart of Stone"                            | Leather Boys      | Back In The Streets                 |
| 2015 | "Traición"                                  | Alborea           | Alborea: Parte I                    |
| 2015 | "El Puente de las Estrellas"                | Alborea           | Alborea: Parte I                    |
| 2015 | "Libros Prohibidos"                         | Oscura Tentación  | Cronovisor                          |
| 2016 | coros                                       | La Destilería     | La Fuga y La Furia                  |
| 2017 | "Mamá"                                      | Angelitos Negros  | Sanatorio Mental                    |
| 2018 | "Tuareg"                                    | Angelitos Negros  | Sanatorio Mental                    |
| 2018 | coros y producción vocal                    | Angelitos Negros  | Sanatorio Mental                    |
| 2018 | "Te debo una canción" (Homenaje a Ixo Rai!) | Miguel Barrero    |                                     |
| 2019 | "Monstruos de Papel"                        | Omnia Transit     | Examen de Conciencia                |
| 2019 | "Dime Dónde Está Ese Cielo"                 | Omnia Transit     | Examen de Conciencia                |
| 2020 |                                             | Bajel             | Nacom                               |
| 2020 | "Nuestros Padres"                           | Omnia Transit     |                                     |
| 2021 | "Canto XII - Acto I: Hijos de Medea"        | Amadeüs           | Black Jack II                       |
| 2022 | "Check In for Death"                        | Monasthyr         | Eterno Linaje                       |
| 2023 | "No seré yo"                                | Saurom            | El Pájaro Fantasma                  |
| 2024 | "Barco De Papel"                            | Zenobia           | Melodías Encantadas                 |
| 2024 | "Otra vida"                                 | Avalanch          | 30 Aniversario                      |